# Uskoška vojna
V uskoški vojni so sodelovali Avstrijci, Slovenci, Hrvati in Španci na eni strani ter Benečani, Nizozemci in Angleži na drugi. Ime je dobila po uskokih, vojakih iz Hrvaške, ki so jih Avstrijci uporabljali za neregularno vojskovanje.
Ker so bili uskoki preverjeni na kopnem in so redko dobivali letno plačo, so se zatekli k piratstvu. Poleg napadov na turške ladje so napadali tudi beneške trgovce. Čeprav so Benečani poskušali zaščititi svoje ladje s spremstvom, opazovalnimi stolpi in drugimi zaščitnimi ukrepi, so stroški postali previsoki: 120.000 tolarjev letno v devetdesetih letih 15. stoletja, 200.000 v letu 1600 in 360.000 do leta 1615.  Decembra 1615 so beneške enote oblegale Gradišče na reki Soči.